# Loreley (Schiff, 1963)
Die Loreley war ein 1962/63 für die Dampfschiffahrts-Gesellschaft für den Nieder- und Mittelrhein (DGNM) gebautes Fahrgastschiff, das von der Köln-Düsseldorfer Deutsche Rheinschiffahrt bis 1996 im Plandienst auf dem Rhein eingesetzt wurde. Drei Jahre später wurde das Schiff an einen niederländischen Schiffsmakler verkauft, der es weiterverkaufen wollte. Ohne dass sich ein Käufer gefunden hatte, sank das Schiff im Winter 2002 an seinem Liegeplatz und wurde nach der Hebung im Jahr 2003 verschrottet. Die für maximal 3430 Personen erteilte Fahrgastzulassung ist die höchste, die es jemals für ein Fahrgastschiff auf europäischen Binnengewässern gab. Die Loreley war das dritte Schiff der Reederei, das nach dem sagenumwobenen Schieferfelsen Loreley im St. Goarer Tal benannt wurde.

## Geschichte

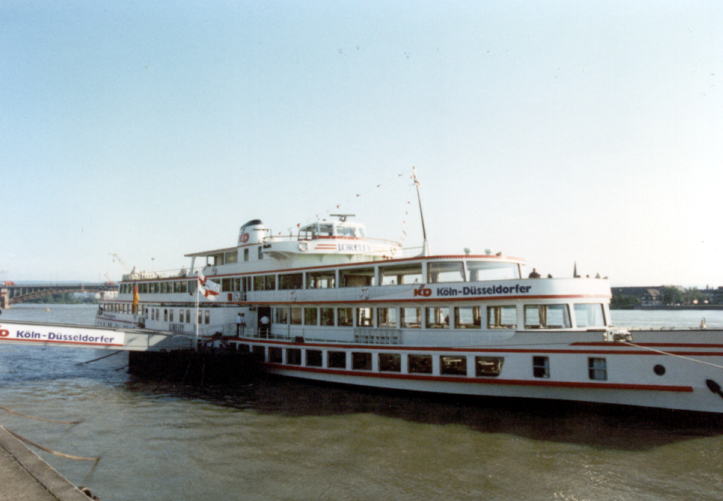
Die Loreley in Mainz (1994)

Nachdem die Köln-Düsseldorfer mit den bereits zuvor in Dienst gestellten großräumigen Dreideck-Fahrgastschiffen Berlin und Deutschland gute Erfahrungen gemacht hatte, bestellten sie am 20. Februar 1962 bei der Kölner Werft, Ewald Berninghaus ein weiteres Schiff dieser Bauart. Zur Optimierung der Fahreigenschaften testete die Versuchsanstalt für Binnenschiffahrt in Duisburg mit Schiffsmodellen, die nach Plänen der Reederei gefertigt worden waren. Nach Abschluss der Versuche erfolgte im Juni 1962 unter der Baunummer 788 die Kiellegung des Schiffsneubaus. Der Stapellauf fand am 6. April 1963 statt. Am 31. Mai 1963 taufte die Ehefrau des damaligen Düsseldorfer Oberbürgermeisters Peter Müller das Schiff in Sankt Goarshausen auf den Namen des dortigen Schieferfelsens Loreley. Die anschließende Jungfernfahrt führte bis nach Oberwesel, wo das Schiff wendete und zurück bis nach Sankt Goar fuhr. Zwei Tage später wurde das Fahrgastschiff im Plandienst auf der Schnellfahrt Köln–Mainz eingesetzt. Die Loreley war bei Inbetriebnahme für 3400 Fahrgäste zugelassen und damit das Schiff mit der höchsten Fahrgastzulassung auf europäischen Binnengewässern. 1964 wurde die Zulassung auf 3.430 Personen erhöht.
Nach der Saison 1995 war der Schiffsboden der Loreley so marode, dass er komplett hätte erneuert werden müssen. Da die geschätzten Reparaturkosten von 500.000 DM unwirtschaftlich schienen, setzte die Köln-Düsseldorfer das Fahrgastschiff außer Dienst. Die Ausmusterung mit Streichung aus dem Schiffsregister erfolgte im Mai 1996 – den Namen übernahm ab 6. Juli 1996 ein neues modernes Fahrgastschiff, die ex. Loreley. Nach vierjähriger Liegezeit im Hafen Köln-Niehl kaufte der niederländische Schiffsmakler Heuvelmann das alte Schiff und benannte es in Lorele um. Am 2. Oktober 1999 erfolgte der Abtransport im Schleppverband mit den beiden Schleppern Albert R und Herman Gre zum Hafen des neuen Besitzers in ’s-Gravendeel, Niederlande. Im Jahr 2000 hatte ein französisches Unternehmen vor, die Lorele zum Restaurantschiff umzubauen und auf der Seine in Paris einzusetzen. Für den geplanten Umbau wurde das Schiff zur De Hoop-Werft nach Lobith geschleppt. Infolge von Finanzierungsschwierigkeiten des Interessenten wurde mit der Umbaumaßnahme nicht begonnen.
Im Oktober 2001 wurde die Lorele nach Beuningen-Weurt geschleppt und dort für 650.000 NLG zum Kauf angeboten. An diesem Liegeplatz sank sie im Winter 2002/2003. Nach der Hebung schlachtete die Werft Hendriks BV in Dodewaard das Schiff aus. Die Reste verschrottete die Abwrackwerft Treffers in Haarlem.

### Besondere Einsätze
- Anlässlich eines Staatsbesuchs fuhr Königin Elisabeth II. am 20. Mai 1965 mit der Loreley von Koblenz nach Kaub.
- Im Rahmen der Deutsch-Französischen Konsultationsgespräche fuhren Bundeskanzler Willy Brandt und der französische Staatspräsident Georges Pompidou am 5. Juli 1971 gemeinsam von Koblenz nach Mainz.
- Am 12. Oktober 1971 fuhr das japanische Kaiserpaar Kōjun und Hirohito mit dem Schiff von Bingen am Rhein nach Koblenz.
- Bundeskanzler Helmut Schmidt, Bundespräsident Walter Scheel und der amerikanische Präsident Gerald Ford nebst Ehefrauen führten am 27. Juli 1975 an Bord Gespräche über internationale Wirtschaftspolitik.

## Konstruktion und Technik

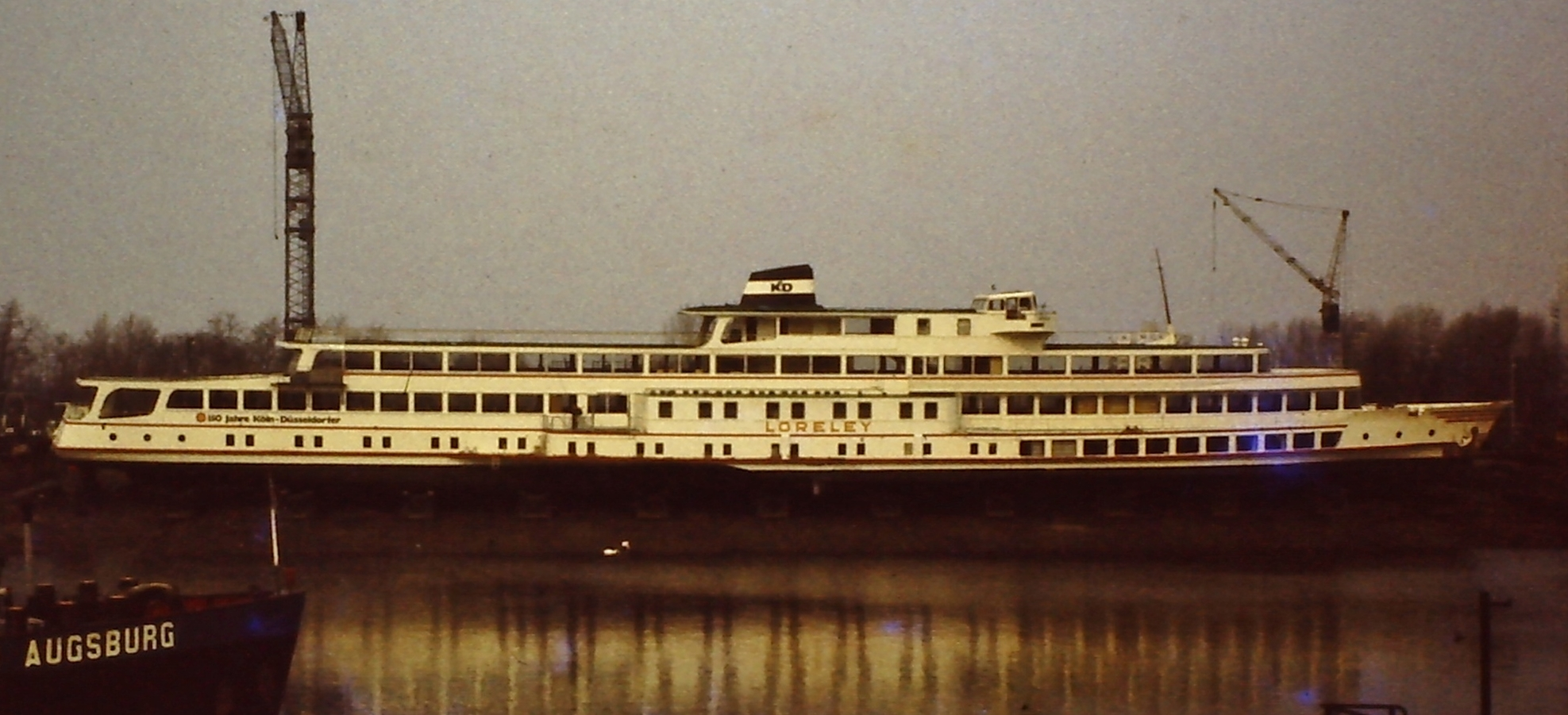
Die Loreley im März 1978 auf der Helling der Kölner Werft im Mülheimer Hafen

Die Loreley war eins von insgesamt vier Voith-Schneider-Seitenantriebsschiffen der Köln-Düsseldorfer. Die Antriebskonfiguration ähnelte der älterer Schaufelraddampfer, wobei hier die Voith-Schneider-Propeller an charakteristischen ausladenden Seitenkästen am Schiffsrumpf angebracht waren. Die Loreley war weitgehend baugleich mit der Deutschland, der späteren Wappen von Mainz. Abgesehen von leichten Unterschieden an der Befensterung des Rumpfes verfügten beide Schiffe über identische Aufbauten, bis die Deutschland nach einem schweren Feuer im Jahr 1968 größeren Reparatur- und Umbauarbeiten unterzogen werden musste.
Das Schiff wurde über zwei 12-Zylinder-Dieselmotoren von Deutz à 625 kW vom Typ SBA12M421/1 über zwei fünfflügelige Voith-Schneider-Antriebe Größe 20 vom Typ E/110 angetrieben. Das Schiff war 90,65 m lang, 15,80 m breit (9,00 m über Spanten). Der Tiefgang wird mit maximal 1,48 m angegeben.